# 秋元逵朝
秋元 逵朝（あきもと みちとも）は、江戸時代中期の武蔵国川越藩の世嗣。官位は従五位下・越中守。

## 略歴
元文4年（1739年）、川越藩3代藩主・秋元喬求の次男として誕生した。
父が死去した時は幼少だったため、家督は分家から養子に入った涼朝が継ぎ、逵朝はその養子となった。宝暦5年（1755年）、徳川家重に初御目見し叙任するが、家督を継ぐことなく宝暦9年（1759年）に没した。
代わって凉朝の甥にあたる永朝が嫡子となった。